# Nickelphosphide
Nickelphosphide sind anorganische chemische Verbindungen zwischen Nickel und Phosphor, von denen eine Vielzahl bekannt ist. Durch Strukturanalyse ist die Existenz der Verbindungen Ni3P, Ni5P2, Ni12P5, Ni2P, Ni5P4, NiP, NiP2 und NiP3 hinreichend gesichert. Unter dem Namen Nickelphosphid ist auch ein Mineral mit der Zusammensetzung (Ni,Fe)3P bekannt.

## Gewinnung und Darstellung
Nickelphosphide können alle aus feinteiligem Nickelpulver und rotem Phosphor unter Einhaltung der gewünschten Stöchiometrie dargestellt werden. Ebenfalls möglich ist Fällung von Nickelsalz-Lösungen mit Monophosphan.

## Eigenschaften
Nickelphosphide sind dunkelgraue, schwarze oder blauschwarz gefärbte, metallreiche Phosphide metallisch graue Feststoffe. Sie sind unlöslich in konzentrierter Salzsäure, aber löslich in erwärmter konzentrierter Salpetersäure und Königswasser. Die Phosphide greifen Quarz bis etwa 900 °C auch bei langer Einwirkungsdauer nicht an.
| Beispiele für Nickelphosphide |                  |                   |                       |
| Name                          | Dinickelphosphid | Trinickelphosphid | Pentanickeldiphosphid |
| Summenformel                  | Ni2P             | Ni3P              | Ni5P2                 |
| CAS-Nummer                    | 12035-64-2       | 12059-19-7        | 11103-55-2            |
| PubChem                       | 4321486          |                   |                       |
| Molare Masse                  | 148,39 g·mol−1   | 207,08 g·mol−1    | 355,50 g·mol−1        |
| Aggregatzustand               | fest             | fest              | fest                  |
| Kurzbeschreibung              | grauer Feststoff | grauer Feststoff  | silberweiße Nadeln    |
| Dichte                        | 7,2 g·cm−3       | 5,99 g·cm−3       | 7,28 g·cm−3           |
| Schmelzpunkt                  | 1112 °C          |                   | 1185 °C               |
| Kristallstruktur              | hexagonal        | tetragonal        | trigonal              |
| Raumgruppe                    | P62m (Nr. 189)   | I4 (Nr. 82)       | P3c1 (Nr. 165)        |